# Kerry Justin
Kerry August Justin (New Orleans, 3 maggio 1955) è un ex giocatore di football americano statunitense che ha militato nel ruolo di cornerback nella National Football League (NFL) e nella United States Football League (USFL).

## Carriera
Dopo non essere stato scelto nel Draft NFL 1978, Justin firmò con i Seattle Seahawks con cui giocò fino al 1983 e poi nuovamente nel periodo 1986-1987. Nel mezzo militò nei New Jersey Generals della USFL. In sette stagioni con i Seahawks fece registrare 7 intercetti, ritornati per 31 yard, e detiene ancora il record di franchigia per punt bloccati in carriera, tre.